# Chapelle Saint-Jean de Saint-Rémy-la-Varenne
La chapelle Saint-Jean est une chapelle située à Saint-Rémy-la-Varenne, en France.

## Localisation
La chapelle est située dans le département français de Maine-et-Loire, sur la commune de Saint-Rémy-la-Varenne.

## Historique
L'édifice est inscrit au titre des monuments historiques en 1962.